# Gran Premio motociclistico di Indianapolis 2014
Il Gran Premio motociclistico di Indianapolis 2014 è stato la decima prova del motomondiale del 2014.
La settima edizione di questo Gran Premio vede le vittorie in gara di: Marc Márquez per la MotoGP, Mika Kallio per la Moto2 e Efrén Vázquez per la Moto3.
Rispetto alle precedenti sei edizioni, in questa edizione il disegno del tracciato dell'Indianapolis Motor Speedway viene leggermente modificato, con il nuovo circuito che risulta poco più corto rispetto al passato (46m in meno).

## MotoGP
Marc Márquez in questo GP ottiene la sua decima vittoria stagionale nelle dieci gare sin qui disputate, per lo spagnolo si tratta della sedicesima affermazione in MotoGP, quarantaduesima in carriera nel motomondiale. Secondo sul traguardo Jorge Lorenzo, anche lui spagnolo ma alla guida di una Yamaha YZR-M1, con Valentino Rossi (compagno di squadra di Lorenzo nel team Movistar Yamaha) terzo, che completa il podio. La situazione in campionato vede Márquez sempre primo a punteggio pieno (250 punti), che si porta a 89 punti di vantaggio sul secondo in campionato, Dani Pedrosa, che conclude al quarto posto questa gara.
Stante l'elevato numero di piloti ritirati, tutti i 15 piloti giunti al traguardo hanno ottenuto punti iridati, con il britannico Scott Redding alla guida della Honda RCV1000R del team Go&Fun Honda Gresini che risulta il migliore dei piloti con motocicletta con specifiche Open.
In questa gara il britannico Leon Camier viene ingaggiato dal team Drive M7 Aspar in qualità di sostituto dell'infortunato Nicky Hayden.

### Arrivati al traguardo
| Pos. | Nº | Pilota           | Squadra               | Motocicletta       | Giri | Tempo           | Griglia | Punti |
| ---- | -- | ---------------- | --------------------- | ------------------ | ---- | --------------- | ------- | ----- |
| 1º   | 93 | Marc Márquez     | Repsol Honda          | Honda RC213V       | 27   | 42min 07s 041ms | 1º      | 25    |
| 2º   | 99 | Jorge Lorenzo    | Movistar Yamaha       | Yamaha YZR-M1      | 27   | +1.803          | 3º      | 20    |
| 3º   | 46 | Valentino Rossi  | Movistar Yamaha       | Yamaha YZR-M1      | 27   | +6.558          | 5º      | 16    |
| 4º   | 26 | Dani Pedrosa     | Repsol Honda          | Honda RC213V       | 27   | +10.016         | 8º      | 13    |
| 5º   | 44 | Pol Espargaró    | Monster Yamaha Tech 3 | Yamaha YZR-M1      | 27   | +17.807         | 6º      | 11    |
| 6º   | 38 | Bradley Smith    | Monster Yamaha Tech 3 | Yamaha YZR-M1      | 27   | +19.604         | 9º      | 10    |
| 7º   | 4  | Andrea Dovizioso | Ducati Team           | Ducati Desmosedici | 27   | +20.759         | 2º      | 9     |
| 8º   | 35 | Cal Crutchlow    | Ducati Team           | Ducati Desmosedici | 27   | +39.796         | 12º     | 8     |
| 9º   | 45 | Scott Redding    | Go&Fun Honda Gresini  | Honda RCV1000R     | 27   | +40.507         | 11º     | 7     |
| 10º  | 7  | Hiroshi Aoyama   | Drive M7 Aspar        | Honda RCV1000R     | 27   | +55.760         | 18º     | 6     |
| 11º  | 17 | Karel Abraham    | Cardion AB Motoracing | Honda RCV1000R     | 27   | +1'05.130       | 21º     | 5     |
| 12º  | 63 | Mike Di Meglio   | Avintia Racing        | Avintia GP14       | 27   | +1'05.346       | 19º     | 4     |
| 13º  | 5  | Colin Edwards    | NGM Forward Racing    | Forward Yamaha     | 27   | +1'08.919       | 15º     | 3     |
| 14º  | 70 | Michael Laverty  | Paul Bird Motorsport  | PBM                | 27   | +1'09.203       | 23º     | 2     |
| 15º  | 23 | Broc Parkes      | Paul Bird Motorsport  | PBM                | 27   | +1'30.613       | 22º     | 1     |

### Ritirati
| Nº | Pilota          | Squadra                   | Motocicletta       | Giri | Griglia |
| -- | --------------- | ------------------------- | ------------------ | ---- | ------- |
| 2  | Leon Camier     | Drive M7 Aspar            | Honda RCV1000R     | 19   | 16º     |
| 29 | Andrea Iannone  | Pramac Racing             | Ducati Desmosedici | 14   | 7º      |
| 41 | Aleix Espargaró | NGM Forward Racing        | Forward Yamaha     | 12   | 4º      |
| 6  | Stefan Bradl    | LCR Honda                 | Honda RC213V       | 12   | 10º     |
| 9  | Danilo Petrucci | Octo IodaRacing           | ART                | 6    | 17º     |
| 8  | Héctor Barberá  | Avintia Racing            | Avintia GP14       | 5    | 20º     |
| 68 | Yonny Hernández | Energy T.I. Pramac Racing | Ducati Desmosedici | 0    | 13º     |
| 19 | Álvaro Bautista | Go&Fun Honda Gresini      | Honda RC213V       | 0    | 14º     |

## Moto2
Terza vittoria stagionale in questo GP per Mika Kallio con la Kalex Moto2 del team Marc VDS Racing, con la gara ridotta a 16 giri (rispetto ai 25 previsti) a causa di un incidente, che ha visto coinvolti quattro piloti, che ha costretto la direzione gara ad esporre la bandiera rossa (prima dei 3 giri completati) ed a far ricominciare la gara (con la griglia di partenza basata sulle qualifiche del giorno prima), accorciandone la distanza inizialmente prevista (visto che non era considerata valida la prima parte di gara). Per il finlandese Kallio, autore anche della pole position e del giro veloce, si tratta della sedicesima vittoria in carriera nel motomondiale, vittoria che, unitamente al quarto posto del capo classifica del mondiale Esteve Rabat (compagno di squadra di Kallio nel team Marc VDS Racing), gli consente di portarsi a sette punti dal vertice.
Secondo sul traguardo di questa gara si classifica Maverick Viñales, anche lui con una Kalex ma schierata dal team Paginas Amarillas HP 40, con lo svizzero Dominique Aegerter terzo a completare il podio.

### Arrivati al traguardo
| Pos. | Nº | Pilota              | Squadra                    | Motocicletta       | Giri | Tempo           | Griglia | Punti |
| ---- | -- | ------------------- | -------------------------- | ------------------ | ---- | --------------- | ------- | ----- |
| 1º   | 36 | Mika Kallio         | Marc VDS Racing            | Kalex Moto2        | 16   | 26min 07s 410ms | 1º      | 25    |
| 2º   | 40 | Maverick Viñales    | Paginas Amarillas HP 40    | Kalex Moto2        | 16   | +1.380          | 6º      | 20    |
| 3º   | 77 | Dominique Aegerter  | Technomag carXpert         | Suter MMX2         | 16   | +1.696          | 3º      | 16    |
| 4º   | 53 | Esteve Rabat        | Marc VDS Racing            | Kalex Moto2        | 16   | +2.559          | 2º      | 13    |
| 5º   | 3  | Simone Corsi        | NGM Forward Racing         | Kalex Moto2        | 16   | +6.648          | 5º      | 11    |
| 6º   | 11 | Sandro Cortese      | Dynavolt Intact GP         | Kalex Moto2        | 16   | +18.639         | 8º      | 10    |
| 7º   | 55 | Hafizh Syahrin      | Petronas Raceline Malaysia | Kalex Moto2        | 16   | +18.674         | 20º     | 9     |
| 8º   | 15 | Alex De Angelis     | Tasca Racing               | Suter MMX2         | 16   | +18.992         | 21º     | 8     |
| 9º   | 95 | Anthony West        | QMMF Racing                | Speed Up SF14      | 16   | +19.487         | 22º     | 7     |
| 10º  | 5  | Johann Zarco        | AirAsia Caterham           | Caterham Suter     | 16   | +19.922         | 4º      | 6     |
| 11º  | 30 | Takaaki Nakagami    | Idemitsu Honda Team Asia   | Kalex Moto2        | 16   | +20.013         | 7º      | 5     |
| 12º  | 81 | Jordi Torres        | Mapfre Aspar               | Suter MMX2         | 16   | +20.963         | 12º     | 4     |
| 13º  | 96 | Louis Rossi         | SAG Team                   | Kalex Moto2        | 16   | +22.672         | 27º     | 3     |
| 14º  | 23 | Marcel Schrötter    | Tech 3                     | Tech 3 Mistral 610 | 16   | +23.836         | 24º     | 2     |
| 15º  | 88 | Ricard Cardús       | Tech 3                     | Tech 3 Mistral 610 | 16   | +25.325         | 26º     | 1     |
| 16º  | 49 | Axel Pons           | AGR Team                   | Kalex Moto2        | 16   | +25.514         | 17º     |       |
| 17º  | 7  | Lorenzo Baldassarri | Gresini Moto2              | Suter MMX2         | 16   | +28.980         | 32º     |       |
| 18º  | 94 | Jonas Folger        | AGR Team                   | Kalex Moto2        | 16   | +32.962         | 19º     |       |
| 19º  | 97 | Román Ramos         | QMMF Racing                | Speed Up SF14      | 16   | +36.564         | 34º     |       |
| 20º  | 25 | Azlan Shah          | Idemitsu Honda Team Asia   | Kalex Moto2        | 16   | +36.907         | 28º     |       |
| 21º  | 18 | Nicolás Terol       | Mapfre Aspar               | Suter MMX2         | 16   | +38.624         | 29º     |       |
| 22º  | 70 | Robin Mulhauser     | Technomag carXpert         | Suter MMX2         | 16   | +39.669         | 31º     |       |
| 23º  | 45 | Tetsuta Nagashima   | Teluru Team JiR Webike     | TSR                | 16   | +39.723         | 30º     |       |
| 24º  | 22 | Sam Lowes           | Speed Up                   | Speed Up SF14      | 16   | +44.499         | 10º     |       |
| 25º  | 8  | Gino Rea            | AGT Rea Racing             | Suter MMX2         | 16   | +1'07.790       | 25º     |       |
| 26º  | 39 | Luis Salom          | Paginas Amarillas HP 40    | Kalex Moto2        | 16   | +1'29.010       | 11º     |       |
| 27º  | 10 | Thitipong Warokorn  | APH PTT The Pizza SAG      | Kalex Moto2        | 16   | +1'34.244       | 33º     |       |
| 28º  | 2  | Josh Herrin         | AirAsia Caterham           | Caterham Suter     | 13   | +3 giri         | 23º     |       |

### Ritirati
| Nº | Pilota            | Squadra             | Motocicletta | Giri | Griglia |
| -- | ----------------- | ------------------- | ------------ | ---- | ------- |
| 21 | Franco Morbidelli | Italtrans Racing    | Kalex Moto2  | 4    | 13º     |
| 19 | Xavier Siméon     | Federal Oil Gresini | Suter MMX2   | 3    | 16º     |
| 12 | Thomas Lüthi      | Interwetten Paddock | Suter MMX2   | 0    | 9º      |
| 60 | Julián Simón      | Italtrans Racing    | Kalex Moto2  | 0    | 14º     |

### Non partiti
| Nº | Pilota             | Squadra            | Motocicletta | Griglia |
| -- | ------------------ | ------------------ | ------------ | ------- |
| 54 | Mattia Pasini      | NGM Forward Racing | Kalex Moto2  | 15º     |
| 4  | Randy Krummenacher | Octo IodaRacing    | Suter MMX2   | 18º     |

## Moto3
Prima vittoria in carriera nel motomondiale in questa gara per il pilota spagnolo Efrén Vázquez con la Honda NSF250R del team SaxoPrint-RTG, che ha battuto in volata per 65 millesimi Romano Fenati, con Jack Miller terzo a completare il podio.
Visti i risultati di questa gara, Miller conferma la leadership nella classifica iridata con 158 punti, con Vázquez che, con i 25 punti derivanti dalla vittoria, si porta al secondo posto con 137 punti, Álex Márquez (sesto sul traguardo di questa gara) terzo con 133 punti e Fenati quarto con 130 punti.
A partire da questa gara, il team Marc VDS Racing designa il pilota spagnolo Jorge Navarro quale sostituto di Livio Loi.

### Arrivati al traguardo
| Pos. | Nº | Pilota              | Squadra                | Motocicletta        | Giri | Tempo           | Griglia | Punti |
| ---- | -- | ------------------- | ---------------------- | ------------------- | ---- | --------------- | ------- | ----- |
| 1º   | 7  | Efrén Vázquez       | SaxoPrint-RTG          | Honda NSF250R       | 23   | 39min 12s 977ms | 2º      | 25    |
| 2º   | 5  | Romano Fenati       | SKY Racing Team VR46   | KTM RC 250 GP       | 23   | +0.065          | 4º      | 20    |
| 3º   | 8  | Jack Miller         | Red Bull KTM Ajo       | KTM RC 250 GP       | 23   | +0.219          | 1º      | 16    |
| 4º   | 10 | Alexis Masbou       | Ongetta-Rivacold       | Honda NSF250R       | 23   | +0.372          | 11º     | 13    |
| 5º   | 42 | Álex Rins           | Estrella Galicia 0,0   | Honda NSF250R       | 23   | +0.719          | 12º     | 11    |
| 6º   | 12 | Álex Márquez        | Estrella Galicia 0,0   | Honda NSF250R       | 23   | +1.013          | 3º      | 10    |
| 7º   | 44 | Miguel Oliveira     | Mahindra Racing        | Mahindra MGP3O      | 23   | +1.310          | 18º     | 9     |
| 8º   | 58 | Juanfran Guevara    | Mapfre Aspar           | Kalex KTM           | 23   | +1.895          | 5º      | 8     |
| 9º   | 41 | Brad Binder         | Ambrogio Racing        | Mahindra MGP3O      | 23   | +2.037          | 19º     | 7     |
| 10º  | 84 | Jakub Kornfeil      | Calvo Team             | KTM RC 250 GP       | 23   | +2.261          | 14º     | 6     |
| 11º  | 33 | Enea Bastianini     | Junior Team Go&Fun     | KTM RC 250 GP       | 23   | +3.432          | 16º     | 5     |
| 12º  | 52 | Danny Kent          | Red Bull Husqvarna Ajo | Husqvarna FR 250 GP | 23   | +4.439          | 17º     | 4     |
| 13º  | 98 | Karel Hanika        | Red Bull KTM Ajo       | KTM RC 250 GP       | 23   | +9.598          | 10º     | 3     |
| 14º  | 99 | Jorge Navarro       | Marc VDS Racing        | Kalex KTM           | 23   | +9.680          | 6º      | 2     |
| 15º  | 63 | Zulfahmi Khairuddin | Ongetta-AirAsia        | Honda NSF250R       | 23   | +16.399         | 15º     | 1     |
| 16º  | 95 | Jules Danilo        | Ambrogio Racing        | Mahindra MGP3O      | 23   | +16.431         | 26º     |       |
| 17º  | 32 | Isaac Viñales       | Calvo Team             | KTM RC 250 GP       | 23   | +16.605         | 22º     |       |
| 18º  | 23 | Niccolò Antonelli   | Junior Team Go&Fun     | KTM RC 250 GP       | 23   | +16.661         | 20º     |       |
| 19º  | 43 | Luca Grünwald       | Kiefer Racing          | Kalex KTM           | 23   | +20.791         | 21º     |       |
| 20º  | 65 | Philipp Öttl        | Interwetten Paddock    | Kalex KTM           | 23   | +21.023         | 27º     |       |
| 21º  | 61 | Arthur Sissis       | Mahindra Racing        | Mahindra MGP3O      | 23   | +23.846         | 23º     |       |
| 22º  | 57 | Eric Granado        | Calvo Team             | KTM RC 250 GP       | 23   | +24.100         | 25º     |       |
| 23º  | 9  | Scott Deroue        | RW Racing GP           | Kalex KTM           | 23   | +36.525         | 30º     |       |
| 24º  | 38 | Hafiq Azmi          | SIC-AJO                | KTM RC 250 GP       | 23   | +45.844         | 31º     |       |
| 25º  | 55 | Andrea Locatelli    | San Carlo Team Italia  | Mahindra MGP3O      | 23   | +50.228         | 29º     |       |
| 26ª  | 22 | Ana Carrasco        | RW Racing GP           | Kalex KTM           | 23   | +52.806         | 33ª     |       |
| 27º  | 51 | Bryan Schouten      | CIP                    | Mahindra MGP3O      | 23   | +1'00.639       | 24º     |       |

### Ritirati
| Nº | Pilota             | Squadra                   | Motocicletta        | Giri | Griglia |
| -- | ------------------ | ------------------------- | ------------------- | ---- | ------- |
| 21 | Francesco Bagnaia  | SKY Racing Team VR46      | KTM RC 250 GP       | 13   | 8º      |
| 19 | Alessandro Tonucci | CIP                       | Mahindra MGP3O      | 13   | 9º      |
| 31 | Niklas Ajo         | Avant Tecno Husqvarna Ajo | Husqvarna FR 250 GP | 9    | 13º     |
| 4  | Gabriel Ramos      | Kiefer Racing             | Kalex KTM           | 2    | 32º     |
| 3  | Matteo Ferrari     | San Carlo Team Italia     | Mahindra MGP3O      | 2    | 28º     |
| 17 | John McPhee        | SaxoPrint-RTG             | Honda NSF250R       | 0    | 7º      |